# Marcelle Bard
Marcelle Bard, (Ginebra, 7 de febrer del 1903 - Ginebra, 4 de juny de 1988) va ser una teòloga i pastora ginebrina.

## Biografia
Marcelle Bard fou filla de Louis-Elisée, pastor i professor de moral i de teologia pràctica, i d'Emilie Voan. El 1929 es va llicenciar en teologia per la Universitat de Ginebra i fou consagrada com a primera dona pastora a l'Església nacional protestant de Ginebra, amb la condició de pastora auxiliar. Aquesta qüestió va causar polèmica al Consistori, que dubtava de que una dona fos capaç de complir correctament les tasques de pastora, tot i que des de 1909 les dones participaven en l'elecció dels pastors o en la modificació de la constitució de l'Església protestant del cantó de Ginebra. Al 1930 Marcelle Bard es casà amb Marcel Dottrens, metge de professió. Es van divorciar el 1932.
Entre el 1930 i el 1969 feu tasques de col·laboració hospitalària, i des de 1933 obtingué un ministeri a la parròquia de la Servette (barri de Ginebra).
Fou la pionera del pastorat femení i finalment al 1943 fou admesa com membre de ple dret de la Companyia dels pastors.
Durant l'exercici del seu ministeri treballa pels malalts i pels desfavorits als nous barris de Ginebra.

## Les primeres dones pastors de la modernitat
Marcelle Bard va ser una de les primeres dones pastores consagrades a les esglésies no vinculades a l'Estat a Suïssa el 1929. El mateix any, Madeleine Blocher-Saillens va ser consagrada a França. Al 1935 Lydia von Auw també esdevingué pastora al cantó de Vaud (Suissa).